# Fandou Béri (Tondikandia)
Fandou Béri ist ein Dorf in der Landgemeinde Tondikandia in Niger.

## Geographie
Das Dorf liegt am Rand des Trockentals Zgaret, einem Nebental des Dallol Bosso. Es befindet sich rund 27 Kilometer nordwestlich von Damana, dem Hauptort der Landgemeinde Tondikandia, die zum Departement Filingué in der Region Tillabéri gehört. Die nächstgelegene größere Ortschaft im Tal von Fandou Béri ist das etwa 14 Kilometer weiter südlich gelegene Fandou Mayaki. Die Siedlung wird zur Übergangszone zwischen Sahel und Sudan gerechnet. Der Ortsname Fandou Béri bedeutet „großer Weg“.

## Bevölkerung
Bei der Volkszählung 2012 hatte Fandou Béri 3421 Einwohner, die in 421 Haushalten lebten. Bei der Volkszählung 2001 betrug die Einwohnerzahl 2362 in 293 Haushalten und bei der Volkszählung 1988 belief sich die Einwohnerzahl auf 2065 in 309 Haushalten.

## Wirtschaft und Infrastruktur
Es gibt eine Schule im Dorf. Durch Fandou Béri verläuft die 150,3 Kilometer lange Nationalstraße 38 zwischen Balleyara und Banibangou. Es handelt sich um eine moderne Erdstraße.

## Persönlichkeiten
Fandou Béri ist der Geburtsort von General Seyni Kountché, der von 1974 bis zu seinem Tod 1987 Staatschef von Niger war. Kountché verbrachte im Dorf üblicherweise seinen Sommerurlaub und wurde auch hier bestattet.